# Slobodan Soro
Slobodan Soro (szerb cirill átírással: Слободан Соро) (Újvidék, 1978. december 23. –) kétszeres olimpiai bronzérmes (2008, 2012), világbajnok (2009), és kétszeres Európa-bajnok (2006, 2012) szerb, majd brazil válogatott vízilabdázókapus.